# Кашкачай (река)
Кашкачай, в низовьях Дуруджачай (азерб. Qaşqaçay) — река в Азербайджане, правый приток Айричая. Протекает по территории Гахского, а также частично Шекинского районов. Длина — 33 км, площадь бассейна — 136 км².

## Описание
Исток Кашкачая расположен на южном склоне Главного Кавказского хребта, на высоте 2200 м. Река питается в основном подземными и дождевыми водами. Вода Айричая используется для орошения. Течёт в общем юго-западном направлении. На реке — населённые пункты Армудлу, Кашкачай, Билиджик, Казмалар, Байдарлы, Онджаллы. В верховьях реки — грабово-дубовые леса.

## Топонимика
На азербайджанском языке название реки означает «река текущая с бровки склона».